# Pyrrhula erythrocephala
Il ciuffolotto testarossa (Pyrrhula erythrocephala Vigors, 1832) è un uccello passeriforme appartenente alla famiglia Fringillidae.

## Etimologia
Il nome scientifico della specie, erythrocephala, deriva dall'unione delle parole greche ερυθρος (erythros/eruthros, "rosso") e κεφαλη (kephalē, "testa"), col significato di "dalla testa rossa" (appellativo che si ripete nel nome comune), con ovvio riferimento alla livrea di questi uccelli.

## Descrizione

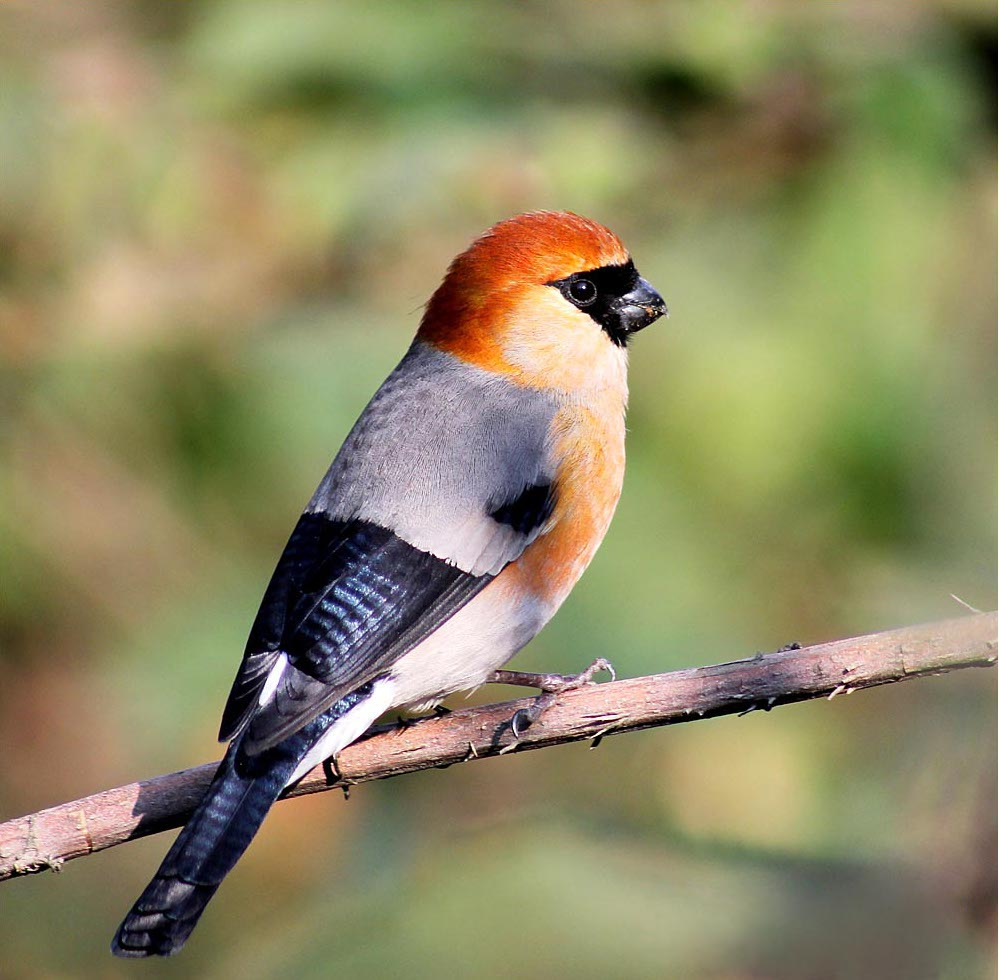
Maschio nel Darjeeling.

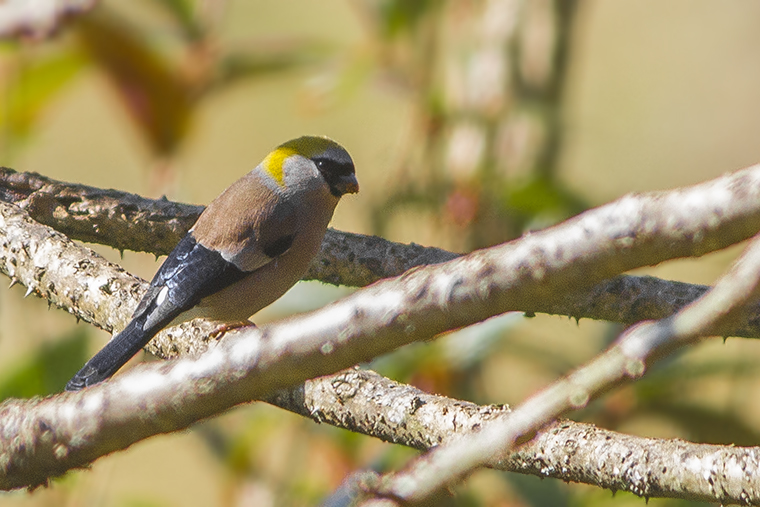
Femmina nel Sikkim.

### Dimensioni
Misura 17 cm di lunghezza, per un peso di 18-27,6 g.

### Aspetto
L'aspetto di questi uccelli è quello tipico dei ciuffolotti, massiccio e robusto, con grossa testa e becco tozzo e massiccio, di forma arrotondata.
Il piumaggio presenta dicromatismo sessuale, caratteristica del resto osservabile in molti fringillidi: i maschi presentano vertice e nuca di colore rosso-arancio, stesso colore osservabile (sebbene in forma più sbiadita) sul petto, mentre ventre, dorso, gola, guance e fronte sono di color grigio cenere e le ali e la coda sono di colore nero (le prime con copritrici di colore bianco, stesso colore di codione e sottocoda), con presenza di bande trasversali dalle iridescenze metalliche bluastre. Nelle femmine, il rosso-arancio di testa e corpo è assente o appena accennato, sostituito dal grigio, e in generale la livrea è dominata dai toni del bruno chiaro. Sulla faccia è presente una mascherina romboidale di colore nero che copre la base del becco, fronte, bavetta e arriva agli occhi, e che risulta più evidente nel maschio rispetto alla femmina: in ambedue i sessi gli occhi sono di colore bruno scuro, le zampe sono di color carnicino ed il becco è nerastro.

## Biologia
I ciuffolotti testarossa sono uccellini diurni e piuttosto timidi, che tendono a riunirsi in gruppetti all'infuori del periodo riproduttivo, tenendosi in contatto fra loro mediante richiami pigolanti.

### Alimentazione
Si tratta di uccelli granivori, la cui dieta comprende una grande varietà di semi e granaglie, oltre che altro materiale di origine vegetale (germogli, frutti, bacche).

### Riproduzione
La stagione riproduttiva parrebbe estendersi da maggio ad agosto: durante questo periodo, le coppie (rigidamente monogame) si isolano dagli stormi e divengono territoriali nei confronti dei conspecifici, scacciando energicamente eventuali intrusi dall'area attorno al nido.

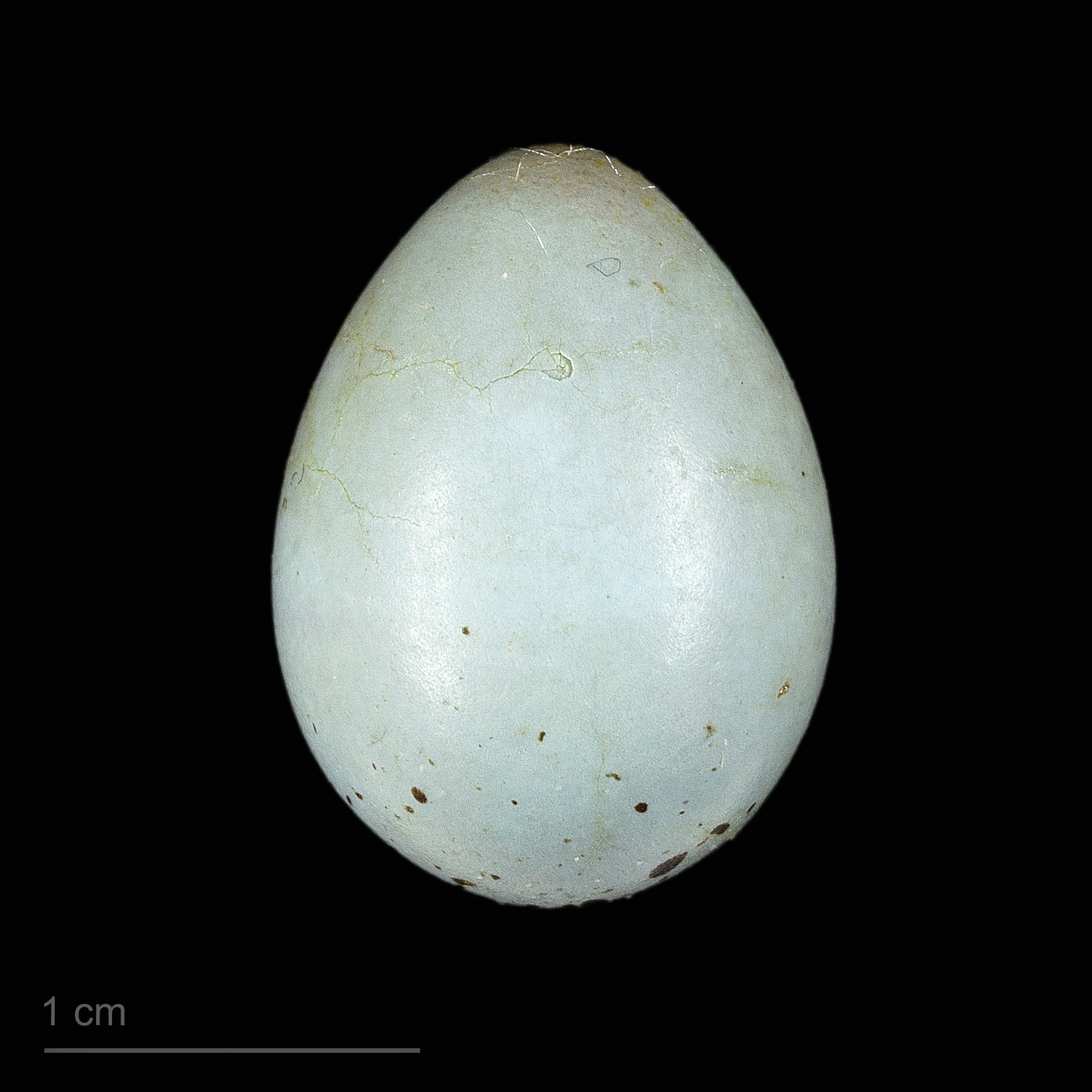
Uova di Pyrrhula erythrocephala - Museo di Tolosa

Il nido è a forma di coppa e viene posto attorno ai 3 m dal suolo: a costruirlo è la sola femmina, che utilizza nel farlo fibre vegetali e licheni, e al cui interno depone 2-3 uova che provvede a covare per un paio di settimane. L'allevamento dei pulli, ciechi ed implumi alla schiusa, è a carico di ambedue i partner, i quali li imbeccano generosamente rigurgitando semi e piccoli invertebrati. L'involo avviene attorno ai 12-16 giorni dalla schiusa, tuttavia no è raro che i giovani si soffermino più a lungo presso il nido prima di disperdersi.

## Distribuzione e habitat

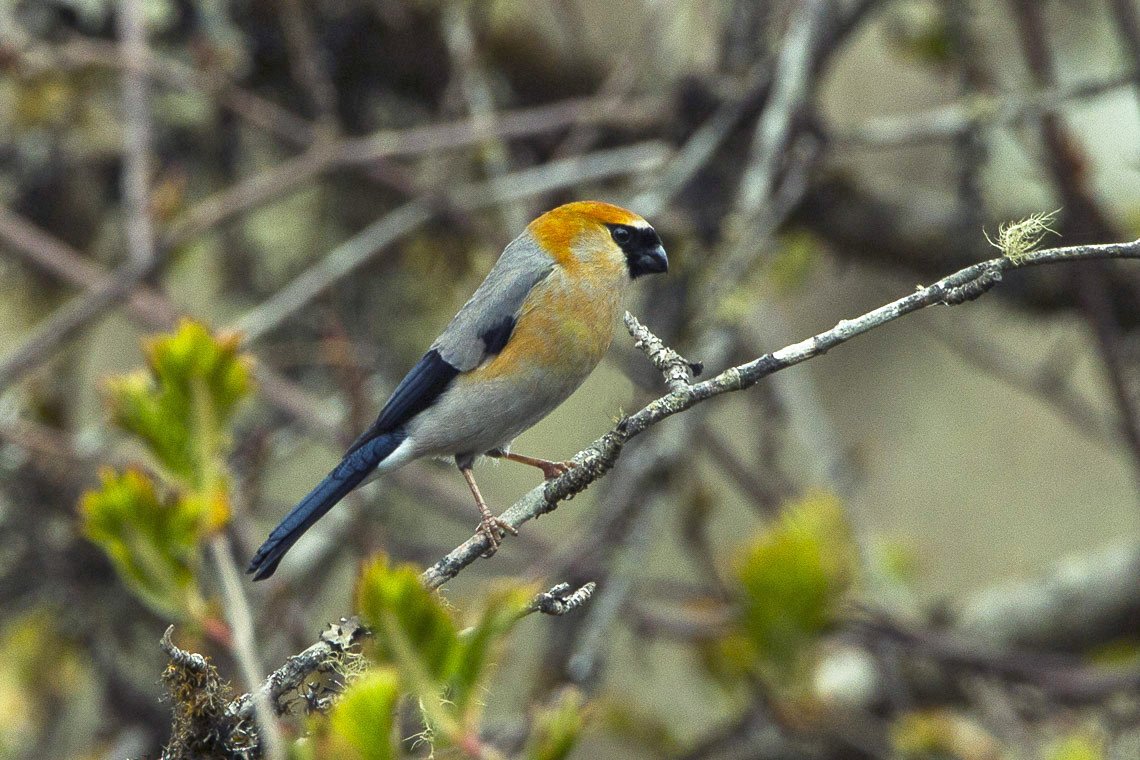
Maschio in Bhutan.

Il ciuffolotto testarosso abita le pendici meridionali dell'Himalaya, dal Kashmir sud-orientale all'area di confine fra l'Arunachal Pradesh e il Tibet.
L'habitat di questi uccelli è rappresentato dalle foreste subalpine e montane a quota non troppo elevata, sia a predominanza di conifere (in special modo cedri e ginepri) che di latifoglie.